# Erik Tysse
Erik Tysse (né le 4 décembre 1980 à Bergen) est un athlète norvégien, spécialiste de la marche. Il mesure 1,84 m pour 59 kg et son club est le Norna-Salhus IL.
Lors des Championnats du monde d'athlétisme 2007 à Osaka, il a été à deux reprises finaliste, à la fois sur 20 et sur 50 km marche.
En juillet 2010, il est suspendu pour dopage au CERA (lors d'une compétition à Sesto San Giovanni en Italie).

## Meilleures performances
- 3 000 m marche : 11 min 43 s, Steinkjer, 11 août 2000
- 5 000 m marche : 18 min 32 s 46, Askim, 10 août 2007
- 10 000 m marche : 39 min 20 s, Bergen, 11 juin 2006
- 20 000 m marche : 1 h 20 min 56 s, Turku, 16 septembre 2006
- 5 km marche :	18 min 33 s, Bergen, 23 août 2006
- 10 km marche : 37 min 33 s, Hildesheim, 27 août 2006
- 20 km marche : 1 h 19 min 38 s, Bergen, 9 juin 2006
- 50 km marche : 3 h 51 min 52 s, Championnats du monde d'athlétisme 2007 d'Osaka, 1er septembre 2007